# Janella Salvador
Janella Salvador, née le 30 mars 1998, est une actrice, chanteuse et mannequin philippine.

## Filmographie

### Cinéma
- 2015 : Haunted Mansion : Ella

### Télévision
- 2012-2014 : Be Careful with My Heart : Nikki Grace Lim
- 2015 : Oh My G! : Sophie Z. Cepeda
- 2016 : Born for You